# White Lake (Dakota Południowa)
White Lake – miasto w Stanach Zjednoczonych, w stanie Dakota Południowa, w hrabstwie Aurora.